# Rally Costa del Sol de 1978
El Rally Costa del Sol de 1978 fue la 15.ª edición del citado rally. Se celebró en diciembre de 1978, siendo así la última prueba de la temporada del campeonato de España de rally.
El ganador de la prueba fue Jorge de Bagration, que se aseguró de esta manera el subcampeonato nacional, conduciendo un Lancia Stratos de color verde. Hay que destacar el grave accidente del participante José María Puig, que despeñó su vehículo por un barranco de unos 200 metros de profundidad, ocasionando afortunadamente solo daños materiales.
Tras esta edición, el Rally Costa del Sol dejó de disputarse durante dos años, perdiendo de esta manera la consideración de puntuable para el campeonato nacional.

## Clasificación final
| Pos.   | Piloto              | Copiloto                        | Automóvil              | Tiempo  | Diferencia |
| ------ | ------------------- | ------------------------------- | ---------------------- | ------- | ---------- |
| 1.     | Jorge de Bagration  | Nuria Llopis                    | Lancia Stratos         | 2:15:37 | 0.0        |
| 2.     | Marc Etchebers      | Marie-Christine Etchebers-Rives | Porsche 911 Carrera RS | 2:20:05 | 4:28       |
| 3.     | Claudi Caba         | Joan Aymamí                     | Porsche 911 Carrera RS | 2:23:28 | 7:51       |
| 4.     | Ignacio Rueda       | Jose Manuel Ezquerro            | Alpine A110            | 2:30:26 | 14:49      |
| 5.     | Jose Luis Sallent   | Francisco Xavier Casanovas      | Opel Kadett GT/E       | 2:31:25 | 15:48      |
| 6.     | Carlos Alonso       | Jose Manuel Marrero             | FIAT 124 Abarth        | 2:34:22 | 18:45      |
| 7.     | Francisco Gutiérrez | Víctor Sabater                  | Renault 5 Alpine       | 2:42:08 | 26:31      |
| 8.     | Ramírez             | Fernando Jiménez                | Ford Fiesta            | 2:42:56 | 27:19      |
| 9.     | Ignacio Roger       | Vilaseca                        | Volkswagen Golf GTI    | 2:43:18 | 27:41      |
| Fuente |                     |                                 |                        |         |            |